# Плистоанакт
Плистоа́накт (др.-греч. Πλειστοάναξ, дословно «величайший вождь»; родился, по одной версии, в 477 году до н. э. или несколько позже, по другой, между 475 и 470 годами до н. э. — умер в 409/408 году до н. э.) — спартанский царь из рода Агиадов, правивший в 459/458—445 и 427/426—409/408 годах до н. э., сын полководца Павсания. Стал царём в малолетнем возрасте после смерти своего бездетного двоюродного дяди Плистарха. Первое время регентом при нём был дядя, Никомед. В 446 году до н. э. Плистоанакт возглавил спартанское войско во время вторжения в Аттику в ходе Малой Пелопоннесской войны. Он дошёл до Элевсина, который находился в непосредственной близости к Афинам, но вскоре увёл войско домой. По данным ряда античных авторов, это отступление было следствием того, что царь и его советник Клеандрид получили крупную взятку от вражеского стратега Перикла (большинство современных исследователей относится к этим данным критически). В Спарте Плистоанакта судили и приговорили к крупному денежному штрафу. Он был вынужден уйти в изгнание и последующие 19 лет прожил на территории храма Зевса Ликейского в Аркадии.
Впоследствии с Плистоанакта сняли все обвинения, он вернулся в Спарту и снова стал царём. Этот правитель сыграл важную роль при заключении Никиева мира с Афинами в 421 году до н. э., позже совершил удачный поход в Аркадию. Однако большая победа при Мантинее над аргивянами и их союзниками (418 год до н. э.) была одержана без его участия, и некоторые исследователи считают, что именно при Плистоанакте первенство в Спарте перешло от Агиадов к их соправителям Еврипонтидам. После смерти царя власть перешла к его сыну Павсанию.

## Биография

### Происхождение и ранние годы
Плистоанакт принадлежал к роду Агиадов — одной из двух царских династий Спарты, возводивших свою генеалогию к мифологическому герою Гераклу. Свою принадлежность к Гераклидам цари использовали как пропагандистское средство, обосновывая с его помощью собственные права внутри общины (на исполнение функций военачальников и верховных жрецов) и права Спарты на владычество над Лаконикой и Мессенией. На момент рождения Плистоанакт не являлся наследником престола. Его отец, военачальник Павсаний, одержавший решающую победу над персами в битве при Платеях (479 год до н. э.), был внуком царя Анаксандрида II и племянником царя Леонида I, погибшего при Фермопилах. Какое-то время Павсаний был регентом при малолетнем Плистархе, сыне Леонида. В промежутке между 476 и 466 годами до н. э. его объявили предателем, Павсаний нашёл убежище в храме, откуда в силу традиции не могли вывести силой, но вскоре умер от голода и жажды.
|             |             |             |             |             |             |  |  |           |           |           |           | первая жена | первая жена | первая жена | первая жена | первая жена | первая жена |          |          | Анаксандрид II | Анаксандрид II | Анаксандрид II | Анаксандрид II | Анаксандрид II | Анаксандрид II |       |       | вторая жена | вторая жена | вторая жена | вторая жена | вторая жена | вторая жена |  |  |  |  |
|             |             |             |             |             |             |  |  |           |           |           |           | первая жена | первая жена | первая жена | первая жена | первая жена | первая жена |          |          | Анаксандрид II | Анаксандрид II | Анаксандрид II | Анаксандрид II | Анаксандрид II | Анаксандрид II |       |       | вторая жена | вторая жена | вторая жена | вторая жена | вторая жена | вторая жена |  |  |  |  |
|             |             |             |             |             |             |  |  |           |           |           |           |             |             |             |             |             |             |          |          |                |                |                |                |                |                |       |       |             |             |             |             |             |             |  |  |  |  |
|             |             |             |             |             |             |  |  |           |           |           |           |             |             |             |             |             |             |          |          |                |                |                |                | Клеомен I      |                |       |       |             |             |             |             |             |             |  |  |  |  |
|             |             |             |             |             |             |  |  |           |           |           |           |             |             |             |             |             |             |          |          |                |                |                |                |                |                |       |       |             |             |             |             |             |             |  |  |  |  |
|             |             |             |             |             |             |  |  |           |           |           |           |             |             |             |             |             |             |          |          |                |                |                |                |                |                |       |       |             |             |             |             |             |             |  |  |  |  |
| Дорией      | Дорией      | Дорией      | Дорией      | Дорией      | Дорией      |  |  | Клеомброт | Клеомброт | Клеомброт | Клеомброт | Клеомброт   | Клеомброт   |             |             | Леонид I    | Леонид I    | Леонид I | Леонид I | Леонид I       | Леонид I       |                |                | Горго          | Горго          | Горго | Горго | Горго       | Горго       |             |             |             |             |  |  |  |  |
| Дорией      | Дорией      | Дорией      | Дорией      | Дорией      | Дорией      |  |  | Клеомброт | Клеомброт | Клеомброт | Клеомброт | Клеомброт   | Клеомброт   |             |             | Леонид I    | Леонид I    | Леонид I | Леонид I | Леонид I       | Леонид I       |                |                | Горго          | Горго          | Горго | Горго | Горго       | Горго       |             |             |             |             |  |  |  |  |
|             |             |             |             |             |             |  |  |           |           |           |           |             |             |             |             |             |             |          |          |                |                |                |                |                |                |       |       |             |             |             |             |             |             |  |  |  |  |
|             |             |             |             |             |             |  |  |           |           |           |           |             |             |             |             |             |             |          |          |                |                |                |                |                |                |       |       |             |             |             |             |             |             |  |  |  |  |
| Павсаний    | Павсаний    | Павсаний    | Павсаний    | Павсаний    | Павсаний    |  |  | Никомед   | Никомед   | Никомед   | Никомед   | Никомед     | Никомед     |             |             |             |             |          |          | Плистарх       | Плистарх       | Плистарх       | Плистарх       | Плистарх       | Плистарх       |       |       |             |             |             |             |             |             |  |  |  |  |
| Павсаний    | Павсаний    | Павсаний    | Павсаний    | Павсаний    | Павсаний    |  |  | Никомед   | Никомед   | Никомед   | Никомед   | Никомед     | Никомед     |             |             |             |             |          |          | Плистарх       | Плистарх       | Плистарх       | Плистарх       | Плистарх       | Плистарх       |       |       |             |             |             |             |             |             |  |  |  |  |
|             |             |             |             |             |             |  |  |           |           |           |           |             |             |             |             |             |             |          |          |                |                |                |                |                |                |       |       |             |             |             |             |             |             |  |  |  |  |
| Плистоанакт | Плистоанакт | Плистоанакт | Плистоанакт | Плистоанакт | Плистоанакт |  |  | Аристокл  | Аристокл  | Аристокл  | Аристокл  | Аристокл    | Аристокл    |             |             | Клеомен     | Клеомен     | Клеомен  | Клеомен  | Клеомен        | Клеомен        |                |                |                |                |       |       |             |             |             |             |             |             |  |  |  |  |
| Плистоанакт | Плистоанакт | Плистоанакт | Плистоанакт | Плистоанакт | Плистоанакт |  |  | Аристокл  | Аристокл  | Аристокл  | Аристокл  | Аристокл    | Аристокл    |             |             | Клеомен     | Клеомен     | Клеомен  | Клеомен  | Клеомен        | Клеомен        |                |                |                |                |       |       |             |             |             |             |             |             |  |  |  |  |
| Павсаний    |             |             |             |             |             |  |  |           |           |           |           |             |             |             |             |             |             |          |          |                |                |                |                |                |                |       |       |             |             |             |             |             |             |  |  |  |  |

Точная дата рождения Плистоанакта неизвестна. Немецкий антиковед Х. Шефер, написавший биографию царя для энциклопедии «Паули-Виссова», полагает, что Плистоанакт вряд ли появился на свет до 477 года до н. э.: «скорее это произошло несколькими годами позже». Канадская исследовательница М. Уайт датирует рождение Плистоанакта 475—470 годами до н. э. Будущий царь был старшим из трёх сыновей. После него родились Аристокл и Клеомен. В 459/458 году до н. э., когда умер бездетный Плистарх, Плистоанакт стал царём, но в силу его несовершеннолетия был назначен регент — брат Павсания Никомед, сын Клеомброта. Известно, что в 457 году до н. э. царь ещё оставался несовершеннолетним, а потому не смог возглавить спартанское войско во время похода в Беотию.

### Поход в Аттику
Самое раннее известие о Плистоанакте как полноправном царе относится к 446 году до н. э., когда в Греции шла Малая Пелопоннесская война между Спартой и Афинами. Плистоанакт во главе большого войска вторгся в Аттику и, по словам Фукидида, «опустошил страну», дойдя до Элевсина и Фриасийской равнины. Почему поход возглавил молодой царь, а не его более опытный соправитель, Архидам II из династии Еврипонтидов, остаётся неясным. По всей видимости, спартанцы хотели использовать в своих интересах антиафинские восстания на Эвбее и в Мегаре; помощь мегарцам могла быть одним из условий заключённого с восставшими договора, который упоминает Диодор Сицилийский. Афинский стратег Перикл был вынужден перебросить свою армию с Эвбеи к Элевсину. Вступить в сражение со спартанцами он не решился, но Плистоанакт вскоре сам увёл войско домой, не добившись особых успехов.
В Спарте сразу после этого появилось мнение, что царь был подкуплен врагом. Фукидид пишет только о подозрениях, но более поздние авторы (в частности, Эфор Кимский и Диодор Сицилийский) уверенно сообщают о взятке в 10 или даже 20 талантов, которую Перикл передал спартанцу Клеандриду (у Диодора Клеарху). Последний, приставленный к Плистоанакту эфорами в качестве наблюдателя и советника, принял деньги и добился от царя приказа об отступлении. Плутарх сообщает дополнительные детали: по его словам, Перикл «в своём отчёте по должности стратега поставил расход в десять талантов, издержанных „на необходимое“» («на нужды важные», как спародировал это Аристофан), и «народ принял эту статью расхода без всяких расспросов». Такое поведение демоса можно рассматривать как доказательство его осведомлённости.
Исследователи, как правило, критически относятся к сообщениям о взятке. Они констатируют, что близкий к данным событиям по времени Фукидид пишет только о подозрениях, а Плутарх — автор поздний и не считавший историческую точность главным своим приоритетом. Существует и альтернативное мнение, сторонники которого видят в устойчивости традиции, сообщающей о подкупе, доказательство её достоверности. Есть гипотеза о том, что Плистоанакт действительно вёл переговоры с Периклом, но не о взятке, а о заключении мира на выгодных для Спарты условиях, так как испытывал определённые симпатии к Афинам и умеренно-демократическому строю.

### Ссылка и возвращение
Когда спартанское войско вернулось домой, его командиров отдали под суд. Клеандрида, как более старшего и не защищённого царским титулом (либо как основного виновника), приговорили к смертной казни, но он, не дожидаясь приговора, бежал в колонию Фурии на южном побережье Италии. Плистоанакта, по данным Эфора Кимского, приговорили к выплате огромного штрафа в 15 талантов. Он не смог выплатить требуемую сумму и, как пишет Плутарх, «добровольно» ушёл в изгнание. Исследовательница Л. Печатнова полагает, что Плистоанакт мог выплатить 15 талантов в случае необходимости и что изгнание стало частью наказания по решению суда. Ряд антиковедов, начиная с Г. Бузольта, считает, что Плистоанакта, как и Клеандрида, приговорили к смертной казни. Противники этой гипотезы отмечают, что если бы существовала реальная угроза его жизни, царь выбрал бы, подобно Клеандриду, более отдалённое от Спарты место изгнания. Царский титул на время перешёл к сыну Плистоанакта Павсанию либо, по версии И. Е. Сурикова, остался вакантным.
Плистоанакт поселился на границе Лаконики и Аркадии, в святилище Зевса близ горы Ликей, заняв «половину дома внутри священного участка». Жил он, по словам Фукидида, в страхе перед спартанцами, но пребывание в священном месте давало ему определённые гарантии безопасности. Возможно, бывший царь взял с собой в изгнание большие богатства, которые теперь мог использовать для подкупа влиятельных лиц, чтобы вернуться домой. Возвращение действительно состоялось, и этим Плистоанакт был обязан, по данным Фукидида, в первую очередь жрице храма Аполлона в Дельфах. Всякий раз, когда спартанские послы обращались к пифии за пророчеством, она отвечала: «Лакедемоняне должны вернуть с чужбины в свою землю потомка полубога Зевсова сына. Иначе им придётся пахать землю серебряным лемехом». Речь здесь явно шла о возвращении Плистоанакта, а смысл слов о лемехе остаётся неясным; возможно, пифия говорила о грозящем за неповиновение голоде, из-за которого спартанцам придётся закупать хлеб по высокой цене. Враги изгнанника утверждали, что именно он и его брат Аристокл склонили жрицу давать такое предсказание (некоторые современные исследователи этим утверждениям верят). Второй брат Плистоанакта, Клеомен, в эти годы командовал спартанской армией в походах, то есть выполнял царские обязанности, а потому явно не был заинтересован в отмене приговора.
По некоторым версиям, спартанцы прислушались к дельфийскому оракулу в связи с политической целесообразностью. Из-за затяжной и кровопролитной Пелопоннесской войны они могли нуждаться в царе-полководце. С другой стороны, Плистоанакт вернулся на родину вскоре после смерти второго царя Спарты, Еврипонтида Архидама, и между этими двумя событиями могла существовать причинно-следственная связь: либо Архидам был против возвращения изгнанника, и с его смертью исчезла главная преграда, либо враги Еврипонтидов решили создать противовес новому царю Агису II, молодому и энергичному. Именно они в последнем случае могли использовать авторитет жрецов дельфийского оракула, которые в спорных ситуациях обычно поддерживали спартанских царей.
После 19 лет изгнания, в 427/426 году до н. э., с Плистоанакта сняли все обвинения. Он вернулся в Спарту и снова стал царём. Согласно Фукидиду, возвращение ссыльного царя было обставлено праздничными торжествами и жертвоприношениями, «какие были установлены для первых царей при основании Лакедемона». В связи с этим событием получила свободу часть илотов, ставшая особой группой неполноправных граждан — неодамодами, которые занимали промежуточное положение между илотами и спартиатами. Однако положение Плистоанакта было довольно шатким из-за подозрений в том, что он сфабриковал пророчества пифии, то есть совершил святотатство. Впоследствии недруги царя связывали любое несчастье с этим гипотетическим преступлением.

### После возвращения
Вернувшись к власти, Плистоанакт должен был прикладывать особые усилия, чтобы развеять подозрения в свой адрес и укрепить своё положение; к тому же Агис II в те самые годы развил активность как полководец. По словам Фукидида, царь стал убеждённым сторонником мирного договора с Афинами, который бы положил конец тяжёлой войне. «В мирное время, когда уже не будет никаких поражений и лакедемоняне вернут своих пленников, враги, как думал царь, наконец оставят его в покое, тогда как во время войны всю вину за неудачи, естественно, продолжают сваливать на руководителей государства». В действительности перемирие между Спартой и Афинами было заключено в 421 году до н. э., то есть через 5 или 6 лет после возвращения Плистоанакта. По-видимому, сторонником мира царь стал только в 422 году до н. э., после гибели выдающегося спартанского военачальника Брасида, когда антивоенные настроения в Спарте стали особенно заметными. Как античные источники, так и современные историки подчёркивают важную роль дружественного Афинам царя в заключении так называемого Никиева мира, хотя детали остаются неясными. При перечислении спартанцев и афинян, которые приносили клятвы и заключали мирный договор, Фукидид ставит на первое место Плистоанакта. Весьма вероятно, что при заключении мира Плистоанакт с Никием стали проксенами.
После заключения Никиева мира Плистоанакт руководил армией во время удачных военных экспедиций в Аркадию в 421/420 и 418 годах до н. э. Первый поход был направлен против Мантинеи: царь захватил и разрушил крепость в городе Кипселы, из которой враг мог совершать набеги в спартанскую область Скиритида, и объявил паррасийцев независимыми от Мантинеи. В 418 году до н. э. Плистоанакт с войском отправился на помощь Агису II, действовавшему против Аргоса и его союзников. Дойдя до Тегеи, он узнал о победе спартанцев при Мантинее, после чего вернулся домой. Больше он не упоминался в источниках до самой смерти.
Плистоанакт умер через 50 лет после восшествия на престол, в 409/408 году до н. э. Его преемником стал сын, Павсаний.

## Семья
В источниках упоминается только один сын Плистоанакта — Павсаний, родившийся, согласно гипотезе Х. Шефера, незадолго до 447 года до н. э. Историк Д. Марр обратил внимание на то, что царь назвал ребёнка в честь своего отца, хотя последний был официально признан предателем.

## Оценки личности и деятельности
Историки отмечают, что Плистоанакт — первый царь, которого в походе сопровождал представитель коллегии эфоров, имевший функции наблюдателя и советника (речь о походе в Аттику 446 года до н. э.). Плутарх связывает это с молодостью царя на тот момент. Фукидид в связи с событиями Большой Пелопоннесской войны констатирует, что такая практика стала для спартанцев неизменным правилом.
Российский исследователь И. Суриков характеризует Плистоанакта как одного из тех «заурядных, мало чем прославившихся» Агиадов, которые царствовали, начиная с середины V века до н. э. По мнению учёного, именно при этом царе первенство в Спарте перешло к династии Еврипонтидов. Немецкий антиковед Х. Шефер считает показательным тот факт, что Плистоанакт остался непричастным к самой громкой победе спартанского оружия своей эпохи, одержанной при Мантинее в 418 году до н. э. С точки зрения Шефера, в последнее десятилетие жизни Плистоанакт потерял всякую значимость для Спарты. Российская исследовательница Л. Печатнова даёт царю более высокую оценку, видя в его действиях во время Пелопоннесской войны «политическую зрелость и склонность к компромиссам», ценную для правителя.
Отдельные эпизоды в биографии Плистоанакта дают пищу для историографических дискуссий и предположений. Один из таких эпизодов — аттический поход 446 года до н. э., когда Плистоанакт по неясной причине отступил, не воспользовавшись тяжёлым положением Афин. Некоторые исследователи готовы допустить, что царь принял взятку, предложенную Периклом, но большинство полагает, что взятки не было. При этом существует мнение, что поведение царя было обусловлено определёнными симпатиями к Афинам, желанием заключить союз с ними и готовностью к компромиссам, характерными как для Плистоанакта, так и впоследствии для его сына Павсания. В рамках этой концепции Еврипонтид Архидам II, напротив, возглавлял враждебную Афинам политическую группировку. По другой версии, Плистоанакт испытывал по отношению к аттическому полису вполне типичную для спартанцев той эпохи неприязнь. Подтверждением тому может считаться изречение царя, приведённое Плутархом. «Когда какой-то афинский оратор назвал спартанцев неучами, Плистоанакт, сын Павсания, сказал: „Правильно, мы одни из всех эллинов не научились от вас ничему дурному“».

### Исследования
- Антология источников по истории, культуре и религии Древней Греции / Под ред. В. И. Кузищина. — СПб.: Алетейя, 2000. — 608 с. — ISBN 5-89329-334-7.
- Гущин В. Р. Афины на пути к демократии: VIII—V века до н. э. — М.: Изд. дом Высшей школы экономики, 2021. — 456 с. — (Монографии ВШЭ: Гуманитарные науки). — 500 экз. — ISBN 978-5-7598-2220-2.
- Дарвин А. Л. Происхождение спартанских царей от Геракла // Вестник Российского университета дружбы народов. Серия: Всеобщая история. — 2018. — Т. 10, № 3. — С. 237—249. — doi:10.22363/2312-8127-2018-10-3-237-249.
- Лурье С. Я. История Греции / Составитель, автор вступительной статьи Э. Д. Фролов. — СПб.: Издательство С.-Петербургского ун-та, 1993. — 658 с. — 800 экз. — ISBN 5-288-00645-8.
- Льюис Д.-М. Глава 6. Тридцатилетний мир // Кембриджская история Древнего мира / Под редакцией Д.-М. Льюиса, Дж. Бордмэна, Дж.-К. Дэвиса, М. Оствальда. — М.: Ладомир, 2014. — Т. V. Пятый век до нашей эры. — ISBN 978-5-86218-519-5.
- Любимцев Ю. Н. Конфликт Спарты и Афин 457—451 годов до н. э. и его значение в первой Пелопоннесской войне // Via in tempore. История. Политология. — Белгородский государственный национальный исследовательский университет, 2017. — Т. 44, вып. 271, № 22. — С. 5—12. — ISSN 2687-0967.
- Печатнова Л. Г. Влияние Дельф на судьбы спартанских царей // Мавродинские чтения. Материалы Всероссийской научной конференции, посвященной 110-летию со дня рождения профессора Владимира Васильевича Мавродина  / Под редакцией А. Ю. Дворниченко. — СПб.: Нестор-История, 2018. — С. 38—42.
- Печатнова Л. Г. Павсаний и персы // Мнемон: исследования и публикации по истории античного мира. — 2015. — № 15. — С. 161—185. — ISSN 1813-193X.
- Печатнова Л. Г. Политические структуры древней Спарты. Часть I. Спартанские цари. Учебно-методическое пособие по спецкурсу / Под редакцией Э. Д. Фролова. — СПб., 2006.
- Печатнова Л. Г. Религиозная власть спартанских царей // Вестник Санкт-Петербургского университета. История. — 2005. — № 2. — С. 31—43. — ISSN 2541-9390.
- Печатнова Л. Г. Спарта. Миф или реальность. — М.: Вече, 2013. — 384 с. — ISBN 978-5=444-0860-5.
- Печатнова Л. Г. Спартанские цари. — М.: Эксмо, 2007. — 352 с. — ISBN 978-5-699-20501-1.
- Печатнова Л. Г. Способы отрешения от власти спартанских царей // Мнемон: Исследования и публикации по истории античного мира. — 2009. — № 8. — С. 65—102. — ISSN 1813-193X.
- Сергеев В. С. История Древней Греции. — СПб.: Полигон, 2002. — 704 с. — ISBN 5-89173-171-1.
- Строгецкий В. М. Полис и империя в классической Греции: Учебное пособие. — Н. Новгород: НГПИ им. М. Горького, 1991. — 244 с.
- Суриков И. Е. Глава IV. Клеомен I: «Рождение личности» в Спарте // Античная Греция: политики в контексте эпохи: архаика и ранняя классика. — М.: Наука, 2005. — 351 с. — ISBN 5-02-010347-0.
- Суриков И. Е. Античная Греция: политики в контексте эпохи. На пороге нового мира. — М.: Русский фонд содействия образованию и науке, 2015. — 392 с. — ISBN 978-5-91244-140-0.
- Dobesch G. Pleistoanax // Der Kleine Pauly (нем.). — Stuttgart: Druckenmüller, 1972.
- Marr J. What Did the Athenians Demand in 432 B. C.? (англ.) // Phoenix. — Classical Association of Canada, 1998. — Vol. 52, no. 1—2. — P. 120—124. — doi:10.2307/1088250. — JSTOR 1088250.
- Schaefer H. Pausanias 26 :  [нем.] // Paulys Realencyclopädie der classischen Altertumswissenschaft. — 1949. — Bd. XVIII, 2. — Kol. 2578—2584.
- Schaefer H. Pleistoanax :  [нем.] // Paulys Realencyclopädie der classischen Altertumswissenschaft. — 1951. — Bd. XXI, 1. — Kol. 205—209.
- White M. E.[англ.]. Pausanias and his Sons (англ.) // The Journal of Hellenic Studies. — 1964. — Vol. 84. — P. 140—152. — doi:10.2307/627700.